# Tomopterna luganga
Tomopterna luganga là một loài ếch thuộc họ Ranidae.
Loài này có ở Tanzania và có thể cả Kenya.
Môi trường sống tự nhiên của chúng là xavan khô, xavan ẩm, sông ngòi, và đầm nước ngọt có nước theo mùa.